# Glen Cook

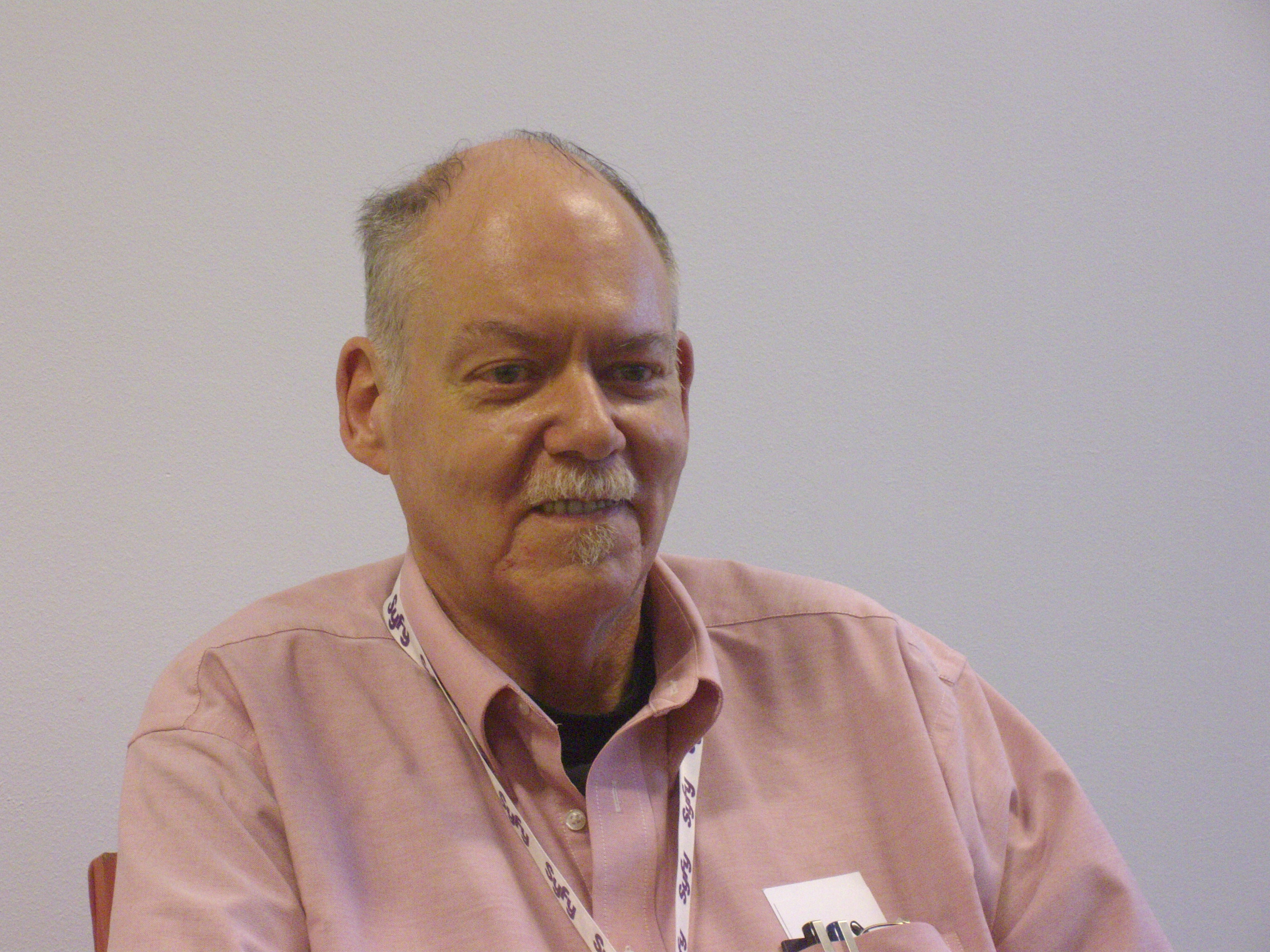
Glen Cook, Utopiales 2011

Glen Charles Cook (* 9. Juli 1944 in New York City) ist ein US-amerikanischer Fantasy-Autor.

## Leben
Auf der Highschool begann er für die Schulzeitung zu schreiben. Nach seiner Militärzeit bei der US Navy absolvierte er das College. Erst während eines geistig wenig fordernden Industrie-Jobs bei General Motors begann er ernsthaft schriftstellerische Ambitionen zu entwickeln.
1970 war er Teilnehmer des renommierten Clarion Workshops für angehende Science-Fiction- und Fantasy-Autoren.
Cook ist verheiratet, hat drei erwachsene Kinder, und lebt in St. Louis in Missouri.

## Bibliografie
Die Serien sind nach dem Erscheinungsjahr des ersten Teils geordnet.
Chronicles of the Black Company
Kurzgeschichten:
- Raker (in: The Magazine of Fantasy & Science Fiction, August 1982)
- Tides Elba: A Tale of the Black Company (2010, in: Jonathan Strahan und Lou Anders (Hrsg.): Swords & Dark Magic)
- Smelling Danger: A Story of The Black Company (2011, in: William Schafer (Hrsg.): Subterranean: Tales of Dark Fantasy 2)
- Shaggy Dog Bridge: A Black Company Story (2013, in: Jonathan Strahan (Hrsg.): Fearsome Journeys)
- Bone Candy (2014, in: Bryan Thomas Schmidt und Jennifer Brozek (Hrsg.): Shattered Shields)
- Bone Eaters (2015, in: John Joseph Adams (Hrsg.): Operation Arcana)
- Port of Shadows (2018, Roman)
- Chasing Midnight (2019, in: Glen Cook: The Best of Glen Cook: 18 Stories from the Author of The Black Company and The Dread Empire)

The Book of the North:
- 1 The Black Company (1984)
  - Deutsch: Im Dienst der Seelenfänger. Übersetzt von Heiko Langhans. Blanvalet Fantasy #24894, 1999, ISBN 3-442-24894-9. Auch als: Seelenfänger. Übersetzt von Andrea Blendl. Mantikore-Verlag (Allgemeine Reihe #138), Frankfurt am Main 2015, ISBN 978-3-945493-28-1.
- 2 Shadows Linger (1984)
  - Deutsch: Nacht über Juniper. Übersetzt von Heiko Langhans. Blanvalet Fantasy #24895, 1999, ISBN 3-442-24895-7. Auch als: Todesschatten. Übersetzt von Andrea Blendl. Mantikore-Verlag (Allgemeine Reihe #170), Frankfurt am Main 2016, ISBN 978-3-945493-60-1.
- 3 The White Rose (1985)
  - Deutsch: Die Rückkehr des Bösen. Übersetzt von Heiko Langhans. Blanvalet Fantasy #24896, 1999, ISBN 3-442-24896-5. Auch als: Die weiße Rose. Übersetzt von Andrea Blendl. Mantikore Verlag (Allgemeine Reihe #172), Frankfurt am Main 2017, ISBN 978-3-945493-62-5.
- Annals of the Black Company (Sammelausgabe von 1–3; 1986, Sammelausgabe; auch: Chronicles of the Black Company, 2007)
- Black Company / Shadows Linger / White Rose (Sammelausgabe von 1–3; 2008)

The Book of the South:
- 1 Shadow Games (1989)
- 2 The Silver Spike (1989)
- 3 Dreams of Steel (1990)
- The Black Company Goes South (Sammelausgabe von 1–3; 2002, Sammelausgabe; auch: The Books of the South: Tales of the Black Company, 2008)

Glittering Stones:
- 1 Bleak Seasons (1996)
- 2 She Is the Darkness (1997)
- 3 Water Sleeps (1999)
- 4 Soldiers Live (2000)
- The Black Company: Glittering Stone I (Sammelausgabe von 1 und 2; 1984; auch: The Return of the Black Company, 2009)
- The Black Company: Glittering Stone II (Sammelausgabe von 1 und 2; 2000; auch: The Many Deaths of the Black Company, 2010)

Starfishers
- 1 Shadowline (1982)
- 2 Starfishers (1982)
- 3 Stars’ End (1982)
- Passage At Arms (1985)
- The Starfishers Trilogy (Sammelausgabe von 1–3; 2017, Sammelausgabe)

Dread Empire
- 1 The Fire in His Hands (1984)
- 2 With Mercy Toward None (1985)
- 3 A Shadow of All Night Falling (1979)
- 4 October’s Baby (1980)
- 5 All Darkness Met (1980)
- 6 Reap the East Wind (1987)
- 7 An Ill Fate Marshalling (1988)
- 8 A Path to Coldness of Heart (2012)

Sammelausgaben:
- A Fortress in Shadow (Sammelausgabe von 1 und 2; 2007)
- A Cruel Wind: A Chronicle of the Dread Empire (Sammelausgabe von 3–5; 2006)
- Wrath of Kings (Sammelausgabe von 6–8; 2018)

Kurzgeschichten:
- Silverheels (in: Witchcraft & Sorcery #6, May 1971)
- The Nights of Dreadful Silence (in: Fantastic, September 1973)
- Ghost Stalk (in: The Magazine of Fantasy and Science Fiction, May 1978)
- Quiet Sea (in: The Magazine of Fantasy and Science Fiction, December 1978)
- Castle of Tears (in: Whispers #13–14, October 1979)
- Call for the Dead (in: The Magazine of Fantasy & Science Fiction, July 1980)
- Soldier of an Empire Unacquainted with Defeat (1980, in: John Silbersack und Victoria Schochet (Hrsg.): The Berkley Showcase: New Writings in Science Fiction and Fantasy, Vol. 2)
- Filed Teeth (1981, in: Orson Scott Card (Hrsg.): Dragons of Darkness)
- Severed Heads (1984, in: Marion Zimmer Bradley (Hrsg.): Sword and Sorceress)
  - Deutsch: Abgetrennte Köpfe. Übersetzt von Günter Panske. In: Marion Zimmer Bradley (Hrsg.): Schwertschwester. Fischer Phantast. Bibliothek #2701, 1986, ISBN 3-596-22701-1.
- An Empire Unacquainted with Defeat (2008)
- Hell’s Forge (2009, in: Glen Cook: An Empire Unacquainted with Defeat)

Darkwar
- 1 Doomstalker (1985)
- 2 Warlock (1985)
- 3 Darkwar Trilogy #3: Ceremony (1986)
- Darkwar (Sammelausgabe von 1–3; 2010, Sammelausgabe)

Garrett, P. I. / Die Rätsel von Karenta
- 1 Sweet Silver Blues (1987)
  - Deutsch: Zentaurengelichter. Übersetzt von Jörn Ingwersen. Goldmann #24681, München 1996, ISBN 3-442-24681-4.
- 2 Bitter Gold Hearts (1988)
  - Deutsch: Fauler Zauber. Übersetzt von Wolfgang Thon. Goldmann #24679, München 1996, ISBN 3-442-24679-2.
- 3 Cold Copper Tears (1988)
  - Deutsch: Tempelhyänen. Übersetzt von Wolfgang Thon. Goldmann #24680, München 1996, ISBN 3-442-24680-6.
- 4 Old Tin Sorrows (1989)
  - Deutsch: Geisterstunde. Übersetzt von Wolfgang Thon. Goldmann #24712, München 1996, ISBN 3-442-24712-8.
- 5 Dread Brass Shadows (1990)
  - Deutsch: Schattentänzer. Übersetzt von Wolfgang Thon. Goldmann #24711, München 1996, ISBN 3-442-24711-X.
- 6 Red Iron Nights (1991)
  - Deutsch: Heisses Eisen. Übersetzt von Wolfgang Thon. Goldmann #24710, München 1997, ISBN 3-442-24710-1.
- 7 Deadly Quicksilver Lies (1994)
  - Deutsch: Spitze Buben. Übersetzt von Wolfgang Thon. Goldmann #24723, München 1997, ISBN 3-442-24723-3.
- 8 Petty Pewter Gods (1995)
  - Deutsch: Göttergetöse. Übersetzt von Wolfgang Thon. Goldmann #24724, München 1997, ISBN 3-442-24724-1.
- 9 Faded Steel Heat (1999)
  - Deutsch: Goldfieber. Übersetzt von Wolfgang Thon. Goldmann #24725, München 2001, ISBN 3-442-24725-X.
- 10 Angry Lead Skies (2002)
- 11 Whispering Nickel Idols (2005)
- 12 Cruel Zinc Melodies (2008)
- 13 Gilded Latten Bones: A Garrett, P.I., Novel (2010)
- 14 Wicked Bronze Ambition (2013)

Sammelausgaben:
- 1 The Garrett Files (Sammelausgabe von 1–3; 1989; auch: Introducing Garrett, P. I., 2011)
- 2 Garrett, P.I. (Sammelausgabe von 4–6; 2003; auch: Garrett Takes the Case, 2012)
- 3 Garrett Investigates (Sammelausgabe von 7–9; 2004; auch: Garrett For Hire, 2013)
- 4 Garrett on the Case (Sammelausgabe von 10 und 11; 2005)
- Introducing Garrett, P.I. (2011)
- Garrett Takes the Case (2012)
- Garrett For Hire (2013)

Kurzgeschichte:
- Shadow Thieves (2011, Kurzgeschichte in: George R. R. Martin und Gardner Dozois (Hrsg.): Down These Strange Streets)

Instrumentalities of the Night
- 1 The Tyranny of the Night (2005)
- 2 Lord of the Silent Kingdom (2007)
- 3 Surrender to the Will of the Night (2010)
- 4 Working God’s Mischief (2014)
- The Complete Instrumentalities of the Night Series (Sammelausgabe von 1–4; 2018, Sammelausgabe)

Einzelromane
- The Swap Academy (1970; als Greg Stevens)
- The Heirs of Babylon (1972)
- The Swordbearer (1982)
- A Matter of Time (1985)
- The Dragon Never Sleeps (1988)
- The Tower of Fear (1989)
- Sung in Blood (1990)

Sammlungen
- Winter’s Dreams (2012)
- The Best of Glen Cook: 18 Stories from the Author of The Black Company and The Dread Empire (2019)

Kurzgeschichten
1971:
- Song from a Forgotten Hill (1971, in: Robin Scott Wilson (Hrsg.): Clarion)

1972:
- And Dragons in the Sky (1972, in: Robin Scott Wilson (Hrsg.): Clarion II)
- Appointment in Samarkand (in: Witchcraft & Sorcery #7, November 1972)

1973:
- Sunrise (in: Eternity SF, #2 1973)

1974:
- The Devil’s Tooth (in: The Literary Magazine of Fantasy and Terror, #5, 1974)

1975:
- In the Wind (1975, in: George Zebrowski (Hrsg.): Tomorrow Today)

1977:
- The Recruiter (in: Amazing Stories, March 1977)

1978:
- The Seventh Fool (in: The Magazine of Fantasy and Science Fiction, March 1978)
- Ponce (in: Amazing Stories, November 1978)

1982:
- Darkwar (in: Isaac Asimov’s Science Fiction Magazine, Mid-December 1982)

2006:
- Lord of the Silent Kingdom (2006, in: Glen Cook: The Tyranny of the Night)

2009:
- Finding Svale’s Daughter (2009, in: Glen Cook: An Empire Unacquainted with Defeat)
- The Good Magician (2009, in: George R. R. Martin und Gardner Dozois (Hrsg.): Songs of the Dying Earth: Stories in Honor of Jack Vance)

2012:
- Enemy Territory (2012, in: Glen Cook: Winter’s Dreams)
- The Waiting Sea (2012, in: Glen Cook: Winter’s Dreams)
- Winter’s Dreams (2012, in: Glen Cook: Winter’s Dreams)